# Elattoneura acuta
Elattoneura acuta là loài chuồn chuồn trong họ Platycnemididae. Loài này được Kimmins mô tả khoa học đầu tiên năm 1938.